# StarQuiz
starQuiz (スタークイズ) とは、米 cosmicsoft 社が開発、販売するeラーニング用ミニテスト作成ソフト。簡易サーバ機能を搭載している他、starQuiz ホスティングサービスによるASPに対応している。

## 特徴
- 簡易サーバと無償専用クライアントソフトstarQuiz NetClient を使いLAN上でミニテストが行える。
- iPhone, iPod touch 上の Safari にも最適化されている。
- リアルタイムで成績の把握が出来る、クリッカーの代わりとして使える。
- 紙への印刷に対応している。
- WindowsとMac OS Xに対応している。
- ムードルのような学習管理システムは搭載していない。